# Campeonato de Francia de Rugby 15 1907-08
El Campeonato de Francia de Rugby 15 1907-08 fue la 17.ª edición del Campeonato francés de rugby, la principal competencia del rugby galo.
El campeón del torneo fue el equipo de Stade Français quienes obtuvieron su octavo campeonato.

## Desarrollo

### Semifinal
| 1907 | Stade Français | 15 - 5 | Toulouse |  |  |

| 1907 | Stade Bordelais | 27 - 3 | Le Havre AC |  |  |

### Final
| 5 de abril de 1908 | Stade Français | 16 - 3  | Stade Bordelais | Stade du Matin, Colombes |  |
|                    |                | Reporte |                 |                          |  |

| Bandera de Francia     |
| Campeón Stade Français |
| Octavo título          |